# Gli

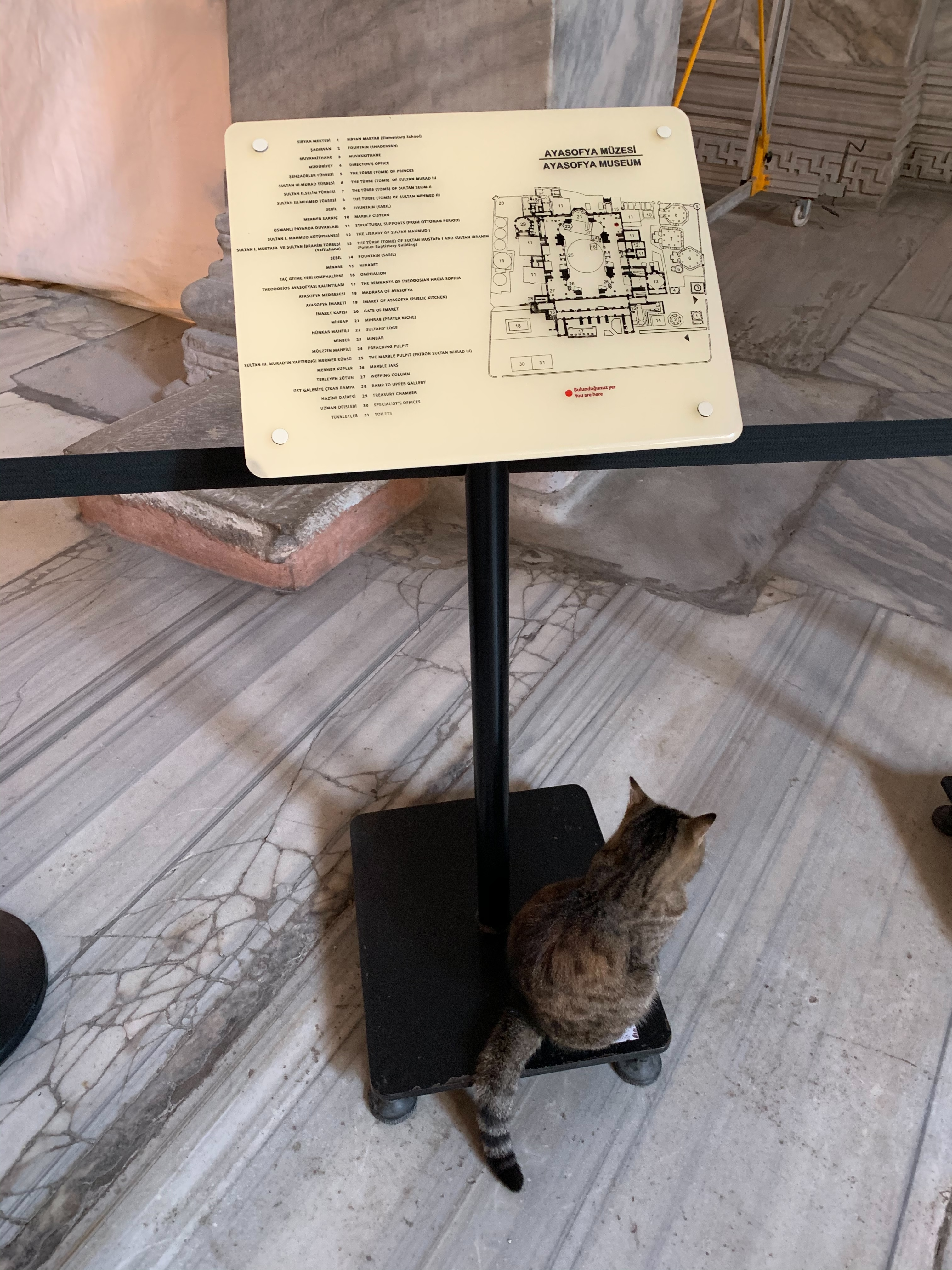
Gli à Sainte-Sophie en 2019

Gli est une chatte née en 2004 et morte le 7 novembre 2020,, connue pour résider dans le musée puis mosquée Sainte-Sophie, attirant l'attention de nombreux touristes, elle devint une célébrité d'internet après sa rencontre avec Recep Tayyip Erdoğan et Barack Obama.

## Biographie
Gli nait d'une portée de trois chatons à Sainte-Sophie en 2004. Elle a un frère Pati et une sœur Kızım, leur mère s'appelle Sofya. Elle n'eut qu'un seul chaton, Karakız. Gli est appréciée des visiteurs de Sainte-Sophie, qui sert de musée à l'époque ; elle en devient même un symbole. Elle devient connue en 2009 après avoir été caressée par Barack Obama et Recep Tayyip Erdoğan. Après l'annonce que Sainte-Sophie allait être reconvertie en mosquée, Gli reçoit un regain de popularité, étant citée par des internautes et par des journalistes, s'inquiétant de ce qu'elle allait devenir. Le porte-parole Présidentiel İbrahim Kalın les rassure : « Ce chat est devenu célèbre, et il y a beaucoup d'autres chats qui ne sont pas aussi connus. Le chat sera toujours là, et tous les chats sont les bienvenus dans notre mosquée ».
Gli meurt de vieillesse le 7 novembre 2020, à 16 ans, dans une clinique vétérinaire du quartier Levent où elle était soignée depuis le 24 septembre. Elle est enterrée dans le jardin de Sainte-Sophie,. Le compte Instagram @hagiasophiacat qui lui était dédiée comptait plus de 118 000 abonnés au moment de sa mort.